# Josip Pečarić
Josip Pečarić (Kotor,  2. rujna 1948.), hrvatski je matematičar, publicist i akademik HAZU.

## Životopis
Pečarić je rođen u Kotoru 1948. godine. U rodnome gradu polazio je i završio osnovnu i srednju školu. Diplomirao je 1972. na Elektrotehničkom fakultetu u Beogradu s radom iz područja nuklearne fizike, a magistrirao je na istome fakultetu 1975. godine. Doktorirao je 1982. godine matematičke znanosti disertacijom "Jensenove i povezane nejednakosti" (Jensen's and related inequalities). Nakon studija radio je u Geomagnetskom institutu u Grocki, te na Građevinskom fakultetu u Beogradu, do 1987. godine, a iste godine s obitelji odlazi u Zagreb gdje se je zaposlio na Tekstilno-tehnološkom fakultetu Sveučilišta u Zagrebu. Redoviti je profesor na Tekstilno-tehnološkom fakultetu Sveučilišta u Zagrebu, voditelj seminara "Nejednakosti i primjene" na Matematičkom odjelu PMF-a i glavni istraživač istoimenoga projekta Republike Hrvatske. Od 2019 radi na moskovskom RUDN sveučilištu. Osim što je redoviti član HAZU, aktivni je član The New York Academy of Science. Jedan je od vodećih svjetskih stručnjaka u području teorije nejednakosti, pa u svjetskim referativnim žurnalima (SAD i Njemačka) za njega kažu da je "veliko ime u teoriji nejednakosti". Jedan je od deset svjetskih matematičara čiji broj radova danih na MathSciNet-u prelazi brojku 500.
Najplodniji je hrvatski znanstvenik s više od 1.000 znanstvenih radova iz područja matematike (lipanj 2014.), te više od 100 (140) publicističkih knjiga, u kojima se bavi temama ključnim za razumijevanje stvaranja hrvatske države.
Josip Pečarić od 28. ožujka 2016. godine dopisni je član Dukljanske akademije znanosti i umjetnosti.
Glavni je urednik časopisa Mathematical Inequalities and Applications.

## Djela
Nepotpun popis:
- Konveksne funkcije: nejednakosti, Naučna knjiga, Beograd, 1987.
- Diferencijalne i integralne nejednakosti, suautor Dragoslav Mitrinović, Naučna knjiga, Beograd, 1988.
- Recent Advances in Geometric Inequalities, Kluwer Acad. Publ., Dordrecht-Boston-London, 1989. (suautori D. S. Mitrinović, V. Volenec)
- Srednje vrednosti u matematici,  Naučna knjiga, Beograd, 1989. (suautor D. S. Mitrinović)
- Monotone funkcije i njihove nejednakosti I, Naučna knjiga, Beograd, 1990. (suautor D. S. Mitrinović)
- Hölderova i srodne nejednakosti, Naučna knjiga, Beograd, 1990. (suautor D. S. Mitrinović)
- Inequalities Involving Functions and Their Integrals and Derivatives, Kluwer Acad. Publ., Dordrecht-Boston-London, 1991. (suautori D. S. Mitrinović, A. M. Fink)
- Cikličke nejednakosti i ciklične funkcionalne jednačine, Naučna knjiga, Beograd, 1991. (suautor D. S. Mitrinović)
- Nejednakosti i norme, Naučna knjiga, Beograd, 1991. (suautor D. S. Mitrinović)
- Convex Functions, Partial Orderings, and Statistical Applications, Academic Press, New York-London-Toronto-Sydney-San Francisco, 1992. (suautori F. Prochan, Y. L. Tong)
- Classical and new Inequalities in Analysis, Kluwer Acad. Publ., Dordrecht-Boston-London, 1993. (suautori D. S. Mitrinović, A. M. Fink)
- Nejednakosti, Mala matematička biblioteka, knj. 6, Hrvatsko matematičko društvo i Element, Zagreb 1996.
- Mond-Pečarić Method in Operator Inequalities / Inequalities for bounded selfadjoint operators on a Hilbert space, Element, Zagreb, 2005. (suautori T. Furuta, J. Mićić Hot, Y. Seo)
- Multiplicative Inequalities of Carlson Type and Interpolation, World Scientific Publishing Co., Singapore, 2006. (suautori L. Larsson, L. Maligranda, L.-E. Persson)

### Udžbenici
- Zbirka zadataka iz fizike, Beograd, 1989. (suautori M. Rekalić, M. Simić, M. Ivanković, V. Georgijević)
- Matematika: za tehnološke fakultete, 1992. (2. proš. izd., 1994.; 3. izd., 1998.) (suautori Tomislav Bradić, Rajko Roki i Mate Strunje)

### Pubicistika i povijest
- Srpski mit o Jasenovcu: skrivanje istine o beogradskim konc-logorima, Dom i svijet, Hrvatski informativni centar, Hrvatski institut za povijest; Zagreb, 1998., ISBN 953-6491-24-9 (2. izd. Srpski mit o Jasenovcu I: skrivanje istine o beogradskim konc-logorima, Element, Zagreb, 2000.)
- Borba za Boku kotorsku: u Boki kotorskoj svaki kamen govori Hrvatski, Element, Zagreb, 1999., ISBN 953-197-902-2
- Srpski mit o Jasenovcu II: o Bulajićevoj ideologiji genocida hrvatskih autora, Element,  Zagreb, 2000.
- Serbian myth about Jasenovac, Stih, Zagreb, 2001.
- Za hrvatsku Hrvatsku, Element, Zagreb, 2001., ISBN 953-197-812-3
- Sramotni sud u Haagu, Stih, Zagreb, 2001.
- Strossmayerova oporuka, HAZU, Zagreb, 2002. (suautorica Ankica Pečarić)
- Pronađena polovica duše: deset godina s Australskim Hrvatima, Zagreb, 2002.
- Brani li Goldstein NDH?, "A. G. Matoš", Samobor, 2002., ISBN 953-6113-10-4
- Trijumf tuđmanizma, Zagreb, 2003.
- Nepoćudne knjige: trijumf tuđmanizma 2, Zagreb, 2003.
- Hercegovac iz Boke: što sam govorio o Hrvatima Bosne i Hercegovine, Zagreb, 2003.
- U Boki kotorskoj svaki kamen govori hrvatski: borba za Boku kotorsku 2, Zagreb, 2004.
- Tuđmanove tri sekunde, Zagreb, 2004., suautor Dubravko Jelčić, (2. proš. izd. 2007.)
- Književnik Mile Budak sada i ovdje, suautor Dubravko Jelčić, Zagreb, 2005.
- Priznajem, Hrvat sam!, Zagreb, 2005.
- Povijesni prijepori, suautor Dubravko Jelčić, Zagreb, 2006.
- Kad "stručnjaci" odlučuju o matematici, Zagreb, 2006.
- Kako su rušili HAZU?, Zagreb, 2006.
- Za hrvatske vrednote, Zagreb, 2007., ISBN 978-953-98887-9-2
- Zločinački sud u Haagu, Zagreb, 2008., ISBN 978-953-7575-01-4
- Thompson u očima hrvatskih intelektualaca: bilo je i to jednom u Hrvatskoj..., Fortuna, Zagreb, 2008. (suautor Mate Kovačević)
- Kraj vremena veleizdajnika?, Zagreb, 2009. (suautor Mate Kovačević)
- Rasizam suda u Haagu: 15 godina ponavljanja istoga: je li bilo uzalud?, Zagtreb, 2011.
- Hajka na Thompsona, Zagreb, 2012.
- Zabranjeni akademik: prijevarom u HAZU?!, Zagreb, 2012.
- Rasizam svjetskih moćnika, Zagreb, 2012.
- Rasizam domaćih slugu, Zagreb, 2013.
- Hrvatski genocid: Napravili zečeve od Srba, Zagreb, 2014.
- Vukovar i njegov stožer: o Vukovaru u pismima prijateljima, Zagreb, 2014.
- Ako voliš Hrvatsku svoju, Zagreb, 2014.
- Propade im crvena Hrvatska, Zagreb, 2015.
- Živjela nam antifašistička, tj. braniteljska Hrvatska, Zagreb, 2015.[10]
- Dva pisma koja su skinula maske: Na hrvatsku šutnju nismo spremni!, Zagreb, 2015.
- Oba su pala, Zagreb, 2016.
- Ništa se još promijenilo nije, Zagreb, 2017. (suautor Josip Stjepandić)
- Dnevnik u znaku "Za dom spremni", Zagreb, 2017.
- Pišem pisma, odgovora nema! 1. Navodna Hrvatska zaklada za znanost, Zagreb, 2017.
- Pišem pisma, odgovora nema! 2. Je li Akademiji važna znanost?, Zagreb, 2017.
- Thompson: pjesmom za Hrvatsku, Zagreb, 2017.
- General Praljak, Zagreb, 2017. (suautor Miroslav Međimorec)[11] (2. proš. izd., Zagreb, 2017.)
- General Praljak: knjiga II., Zagreb, 2018. (suautor Miroslav Međimorec)
- General Praljak: knjiga III., Zagreb, 2018. (suautor Miroslav Međimorec)
- Razotkrivena jasenovačka laž, Zagreb, 2018. (suautor Stjepan Razum)
- Matematika, pjesme i nogomet, Zagreb, 2018.
- Predsjednica i ‘Za Dom spremni’, Zagreb, 2019.
- Dario Kordić, Zagreb, 2019.
- Četvrti stup moje Hrvatske, Zagreb, 2019.
- Je li političarima kriva matematika, Zagreb, 2019.
- Josip Šimunić i Za Dom Spremni, Zagreb, 2019.
- Vjenceslav Čižek, Zagreb, 2019. (suautorica Malkica Dugeč)
- Borasa za akademika, Zagreb, 2020.

## Nagrade, odličja i priznanja
- 1996.: Državna nagrada za znanost. Godišnja državna nagrada: u području prirodnih znanosti.[12]
- 1999.: Hrvatski predsjednik dr. Franjo Tuđman odlikovao ga je Redom Danice hrvatske s likom Ruđera Boškovića.
- 2008.: Zbog zasluga u matematici posvećen mu je sv. 2, br. 2, časopisa Banach journal of Mathematical Analysis.[13]

## Vanjske poveznice
- Osobna stranica prof. Akademik Josip Pečarić, Tekstilno-tehnološki fakultet
- Josip Pečarić, Za ponosnu Hrvatsku, e-knjiga, Zagreb, 2009.
- Ekskluzivno: Akademik Pečarić – moj život u Beogradu, kamenjar.com
- Pregled po znanstveniku: Josip Pečarić (MB: 145613), CROSBI
- (engl.) Josip Pečarić - Google Scholar, scholar.google.com